# 段素真
大理圣德帝段素真，大理国第9位君主，属太宗段思良支系，是秉义皇帝段素隆的侄子，段素廉的孙子，1027年－1041年在位，年号正治。
1022年，祖父卒，父已先死，本人年幼，递由叔父段素隆即位。1026年，段素隆禅位为僧，段素真继位。翌年，改元正治。1039年去世，因子先亡，由孙段素兴继位，号圣德皇帝。一说1041年，他和大理国第8位君主段素隆一样，也是禅位为僧，宋朝慶曆8年（1048年）6月去世，（見於倪輅《南詔野史》。王崧《雲南備徵志》、倪蛻《滇雲歷年傳》誤作寶元2年（1039年）6月薨。）谥號圣德皇帝。《三迤隨筆·素貞出家事》記載禪位為僧時「時年30」，圓寂時「年79」。

## 父亲
- 段素通，一作段阿統，《滇云历年传》作段素廉之子，《滇考》作段素顺之子，因不肖被废，段素隆出家之后，以段阿統之子段素真为帝。